# Ponç IV de Cabrera (comte d'Urgell)
Ponç IV de Cabrera, III d'Àger, I d'Urgell, per conjunció: Ponç de Cabrera i Urgell (1216 - 1243) fou comte d'Urgell (1236-1243) i vescomte d'Àger (1229-1243).
Fill i hereu de Guerau IV de Cabrera, el comte intrús del comtat d'Urgell que durant els primers anys del segle xiii s'enfrontà a Aurembiaix, hereva del comtat, pel domini d'aquest.
A la mort d'Aurembiaix sense descendència i després que el comte Pere I d'Urgell bescanviés amb Jaume I el Conqueridor el comtat per una tinença feudal a les Balears, Ponç reclamà al comte-rei català els seus drets sobre el comtat. Així fou com Jaume I li reconegué a Tàrrega l'any 1236, però reservant-se per a ell les ciutats de Lleida i Balaguer.
El 1242 Ponç ajudà econòmicament al comte-rei català i això li va permetre recuperar les ciutats de Lleida i Balaguer, que tornà a ser de nou la capital del comtat.
El succeïren en el comtat d'Urgell els seus dos fills mascles: Ermengol IX, qui morí prematurament, i el mateix any ho feu Àlvar I.